# Большая Иня
Больша́я И́ня — село в Минусинского района Красноярского края. Входит в состав Тесинского сельсовета.

## История
Первоначально Большая Иня была заимкой села Тесинское. В 1763 году стала самостоятельным селом и насчитывало 199 дворов.

## Население
| 2010 |
| ---- |
| 915  |

## Улицы
| - ул. Горького, - ул. Ленина, - ул. Мира, - ул. Назарова, | - ул. Новая, - ул. Шаповалова, - ул. Щетинкина. |

## Инфраструктура
В селе функционируют средняя школа, детский сад, участковая больница, дом культуры, почта, лесничество, несколько частных торговых предприятий.

## Транспорт
Через село проходит автомобильная дорога Минусинск — Курагино.